# Ручей Вита (приток Виты)
Ручей Вита — водоток на Украине, на Приднепровский возвышенности, в пределах Киево-Святошинского района Киевской области и Голосеевского района города Киева. Является левым притоком реки Вита, которая справа впадает в Днепр.

## Характеристика
На современных картах в название реки добавлено слово «ручей», чтобы не дублировалось с названием главной реки — Вита. В некоторых работах её называют Малая Вита. А в середине XIX ст. в работе краеведа Д. П. де ля Флиза «„Медико-топографическое описание … Киевского округа.“ — Киев, 1848» фигурирует название — река Хотовская.
Исток Ручья Вита находится в лесу, расположенном между северной околицей села Хотов и селом Новосёлки. Впадает в реку Вита за поселком Пирогов (Киев).
Длина — 12,6 км, площадь бассейна, — 22,9 км², средний многолетний расход воды — 0,05 м³/с. Средний многолетний объём стока воды — 1,5 млн м³/за год .
Вода гидрокарбонатно-кальциевого состава с минерализацией около 720 мг/дм³.
На Ручье Вита в Хотове расположено два пруда: верхний — построенный в значительной мере вручную в начале 1950 гг.; нижний — построенный в 1970 году, зарыбленный. Каскад из 5-и прудов расположен на левом притоке Ручья Вита — Стратовке, которая вытекает из Феофании. Эти пруды являются украшением ландшафта территории Садово-паркового комплекса НАН Украины «Феофания».

## Памятники природы и археологии в бассейне реки
- Садово-парковый комплекс НАН Украины «Феофания»
- Хотовское городище скифских времен (IV—VI ст. до н. э.) — памятник археологии Украины национального значения.
- Фрагмент тоннельного перехода под Днепром — около 40 метров военного секретного тоннельного перехода, который строился в 1936—1941 гг. под руслом Днепра, как составная часть Киевского укреплённого района. (фрагмент на поверхности, в пойме Ручья Вита между Хотовом и Пироговом).